# Chromecore

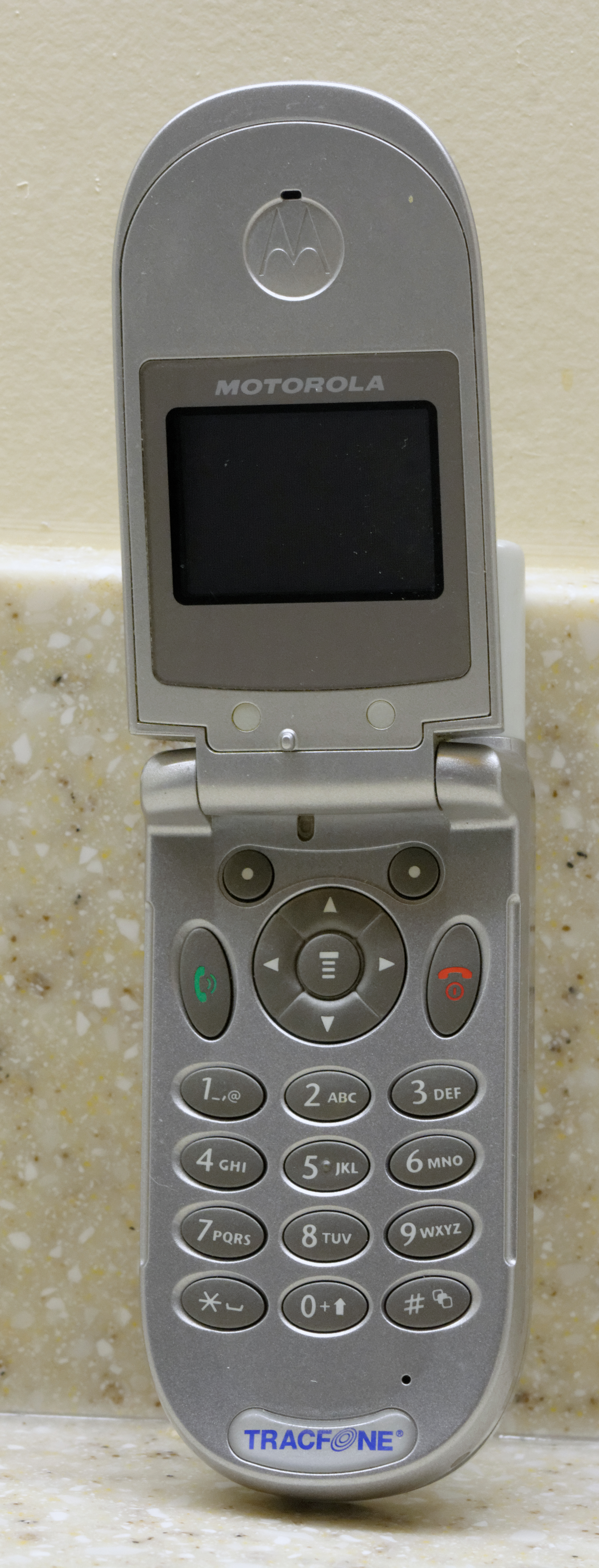
Motorola viktelefon från tidigt 2000-tal.

Chromecore eller Y2K Chromecore är ett nymodernt begrepp för en designestetik som var populär under det sena 1990-talet och genom 2000-talet med fokus på silver- eller krom-färgade och dito metalliskt liknande föremål och produkter, såsom CD-skivor, skivomslag, datorspel, elektronikprodukter, leksaker, mobiltelefoner och digitalkameror som täckts eller innehåller textur som efterliknar förkromning. Det kännetecknades av en distinkt estetisk period som inkapslade mode, hårdvarudesign och inredning som lyste av teknisk optimism.
I Sverige kallades stuket tidsenligt för silverfärgat och liknande.[källa behövs]